# Héctor Amodio Pérez
Héctor Amodio Pérez es un exguerrillero tupamaro uruguayo y posterior desertor y delator al servicio de la dictadura cívico-militar de su país.

## Biografía
Se integró al MLN-T en la década de 1960 y llegó a ocupar altas posiciones en su organización. Poco antes de la derrota de la guerrilla a manos de los militares, Amodio desertó junto con su pareja y abandonó el país. Todavía hoy sigue siendo muy discutida su influencia en la derrota tupamara; muchos lo consideran un traidor.

## Retorno a Uruguay
A mediados de 2013 comenzaron a aparecer cartas publicadas por él. Finalmente, en julio reapareció en España, con gran impacto mediático. Algunos excompañeros de armas lo consideran "hombre muerto". 
Los dichos de Amodio provocaron polémica, e incluso hasta controversia entre los propios excombatientes,
En agosto de 2015, a instancias del editor Federico Leicht, volvió a Uruguay utilizando su nombre real para presentar el libro que publicó: "Palabra de Amodio: la otra historia de los tupamaros". Fue detenido en el hotel dado que la identidad con la que figuraba en el pasaporte expedido en España, no era real. Además fue llamado a declarar por la acusación de violaciones a presas en la cárcel de Punta de Rieles durante la dictadura que había sido radicada en 2011 y se reactivó con su llegada a Uruguay.
El 14 de septiembre, la jueza de 16° Turno en lo Penal Julia Staricco procesó a Amodio por un delito que se encuadra en el artículo 281 del Código Penal Uruguayo, donde se establece que "el que de cualquier manera privare a otro de su libertad personal, será castigado con un año de prisión a nueve años de penitenciaría". El 15 de septiembre, a menos de 24 horas de procesado, Amodio fue sometido a un chequeo por el médico forense Guillermo López, solicitado por Staricco a fin de evaluar su estado de salud y finalmente disponer prisión domiciliaria.
En medios periodísticos, la reaparición de Amodio fue tratada como un hecho muy singular, que "dejó al descubierto los capítulos más oscuros de la guerrilla tupamara".
En diciembre de 2015 publicó "Condenado: preso político en democracia", en el que expone los motivos por los que regresó a Uruguay, así como las que él considera contradicciones en las declaraciones judiciales de sus excompañeros durante el proceso.
Tras la intervención del Tribunal de Apelaciones fue absuelto luego de 360 días de prisión, transcurridos mientras la justicia uruguaya lo investigaba. El 10 de agosto de 2017 la Suprema Corte de Justicia lo declaró un hombre libre: "Tres ministros del máximo órgano de la Justicia no dieron lugar a la casación presentada por la fiscal Llorente para anular el fallo del Tribunal de Apelaciones".
En 2018 Amodio demandó al Estado uruguayo por daños y perjuicios. Sus abogados defensores son Andrés Ojeda y Fernando Posada.
En 2019 por los 24 días que estuvo en prisión, así como por los 338 días que permaneció bajo el régimen de prisión domiciliaria, Amodio recibiría una indemnización.